# Carlos Alsina Álvarez
Carlos Alsina Álvarez (Madrid, 15 d'octubre de 1969) és un periodista i locutor de ràdio espanyol.
Després de llicenciar-se en Periodisme va treballar en mitjans escrits, com el diari ABC o la revista Cambio 16. El 1990, va iniciar la seva trajectòria radiofònica a l'emisora Onda Cero. Entre les seves primeres responsabilitats va figurar la sotsdirecció de l'espai de matí Al día. El 1993 va ser contractat per Antena 3 Radio per ocupar la sotsdirecció dels informatius, coincidint amb Javier González Ferrari. Posteriorment va col·laborar amb Radio Voz i l'emisora Radio Intereconomía. Va tornar a Onda Cero per dirigir, entre 2003 i 2005, els informatius de migdia, assumint aquest any la conducció d'un dels programes més emblemàtics de la cadena:La Brújula. En premsa escrita, col·labora assíduament amb el diari La Razón.
L'11 de març de 2008, es va donar a conèixer la notícia que Carlos Alsina havia fitxat per la cadena Punto Radio, on participaria en el programa Protagonistas al costat de Luis del Olmo i María Teresa Campos. No obstant això, el dia 12 de març, es va revelar el periodista havia acceptat la contraoferta del Grupo Planeta, propietari d'Onda Cero, que igualava o superava lleugerament l'oferta de Punto Radio. El 27 de març de 2015, anuncia que abandona La Brújula després de 10 anys per passar als matins de l'emissora. El 8 d'abril de 2015, va ocupar l'espai matinal d'Onda Cero al costat de Juan Ramón Lucas amb el programa Más de uno, substituint a Carlos Herrera i el seu Herrera en la onda.
El 2003 va rebre el Premi al Millor Treball Periodístic en Ràdio, concedit pel Club Internacional de Premsa. També va rebre l'Antena d'Or en 1995 per la credibilitat i la innovació informativa i el Micrófono de Oro per la direcció del programa La Brújula.